# مشین هد (آلبوم)
مشین هد (به انگلیسی: Machine Head) نام ششمین آلبوم گروه دیپ پرپل است که در سال ۱۹۷۲ منتشر شده است.
از مشین هد همواره به عنوان یکی از آلبوم‌های تاثیرگذار بر ژانر هوی‌متال یاد می‌کنند و یکی از موفق‌ترین ضبط‌های دیپ پرپل نیز بشمار می‌آید که پس از عرضه، در چارت‌های گوناگونی به جایگاه نخست رسید و در بریتانیا تا ۲۰ هفته و ایالات متحده هم تا ۱۸۰ هفته توانست در جدول فروش باقی بماند.
دیپ پرپل در ساخت برخی آهنگ‌های این آلبوم از موسیقی کلاسیک و بلوز تاثیر گرفته است.گیتاریست گروه ریچی بلکمور تایید کرده که در سولوی آهنگ «ستاره بزرگ‌راه» از اثرهای قرن هجدهمی یوهان سباستیان باخ الهام گرفته است و این آهنگ نیز در ابتدای کنسرت‌های گروه برای آلبوم آذرگوی ساخته شده بود.
در طی فصول ضبط این آلبوم یک آهنگ با نام «هنگامی که مرد کور می‌گرید» هم ضبط شده بود که در آلبوم قرار نگرفت ولی در قالب سینگل منتشر شد.مراحل ضبط این آلبوم به گونه‌ای سپری شد که خوانندهٔ گروه ایان گیلان دچار هپاتیت شده بود و علی‌رغم اینکه دکترش به او نصیحت می‌کرده که چند ماهی را برای بهبودی سپری کند ، اما وی به دلیل شور و شوق برای ایجاد پروژه‌ای جدید با گروه عازم سوئیس شد و مراحل ضبط را انجام داد.

## فهرست ترانه‌ها
1. Highway Star
2. Maybe I'm a Leo
3. Pictures of Home
4. Never Before
5. Smoke on the Water
6. Lazy
7. Space Truckin

## دست‌اندرکاران
- ایان گیلان - خواننده ،سازدهنی
- جان لرد - کیبورد، ارگ
- ایان پیس -درام و سازهای کوبه‌ای
- ریچی بلکمور - گیتار
- راجر گلاور - بیس گیتار